# Погорецький Омелян

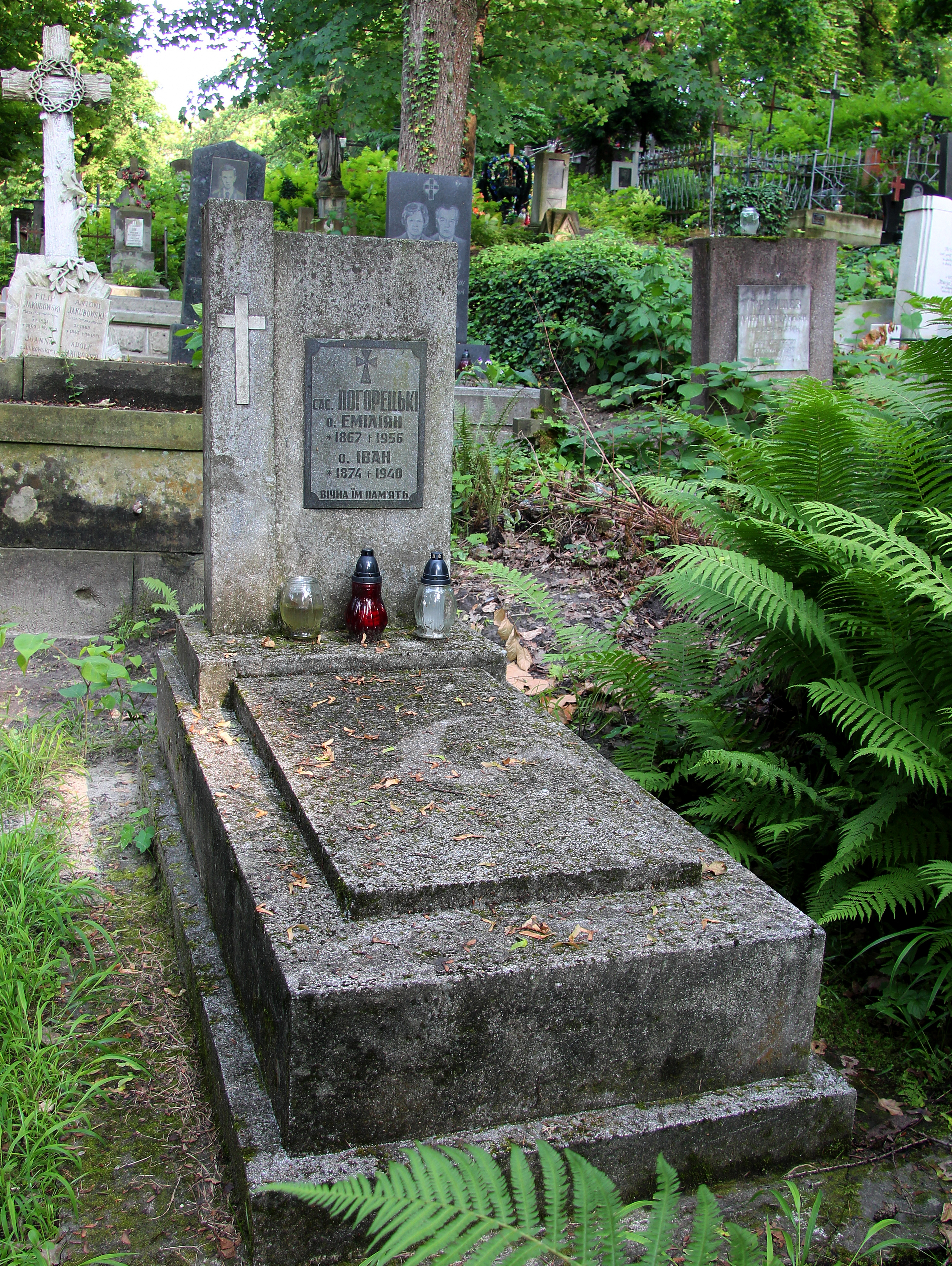

отець Погорецький Омелян Осипович (19.08.1867, Вацевичі, Дрогобицький повіт, Королівство Галичини і Лодомерії, Австрійська імперія — 1956, м. Львів) — український священник (УГКЦ), громадський діяч. Делегат Української Національної Ради ЗУНР як посол Райхсрату Австро-Угорщини.
Закінчив гімназію в Бережанах, духовну семінарію в Перемишлі. Висвячений у сан в 1896 р. і був капеланом у Перемишлі. З 1906 р. викладав катехизм у гімназії Ярослава.
18 жовтня 1918 р. після відставки Лонгина Цегельського став послом від 67-го двомандатного округу (судові повіти Ярослав, Радимно, Любачів, Чесанів, Сенява і Порохник). В парламенті увійшов до Українського парламентського представництва.
З 1924 р. викладав катехизм у державній гімназії в Жовкві. Після виходу на пенсію в 1936 р. проживав у Жовкві. Помер у Львові в 1956 р., похований на 27 полі Личаківського цвинтаря.